# Rakovszky György

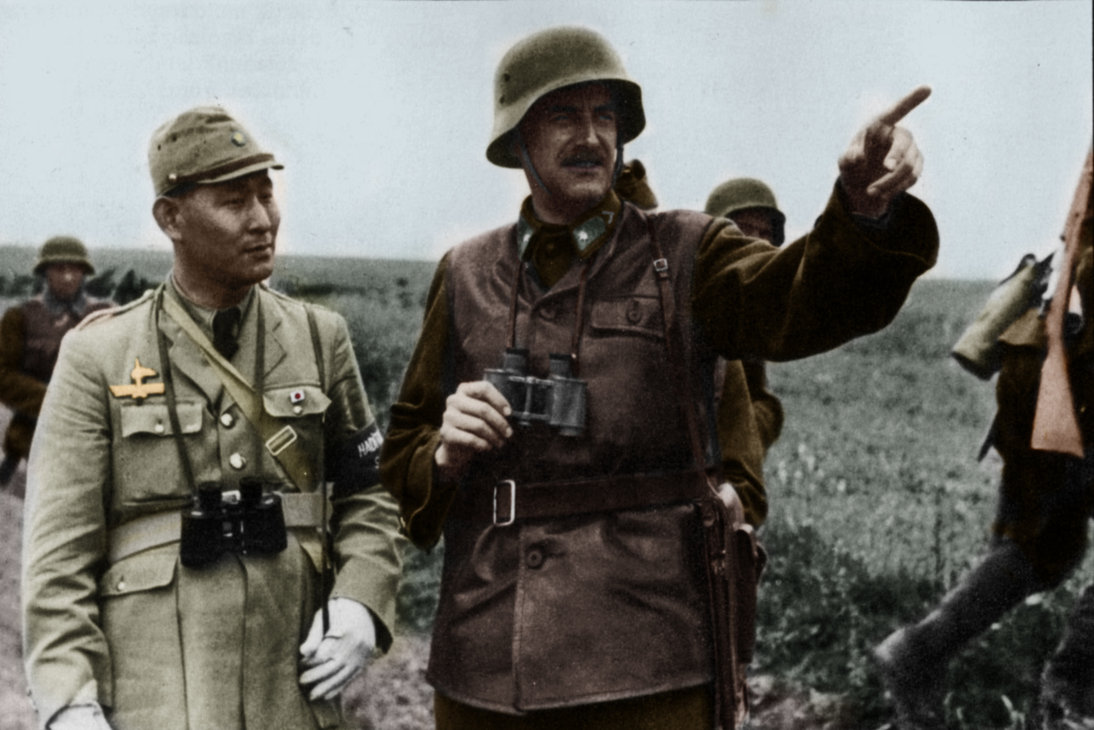
Rakovszky György Dr. Sunji Sasamoto japán haditudósítóval

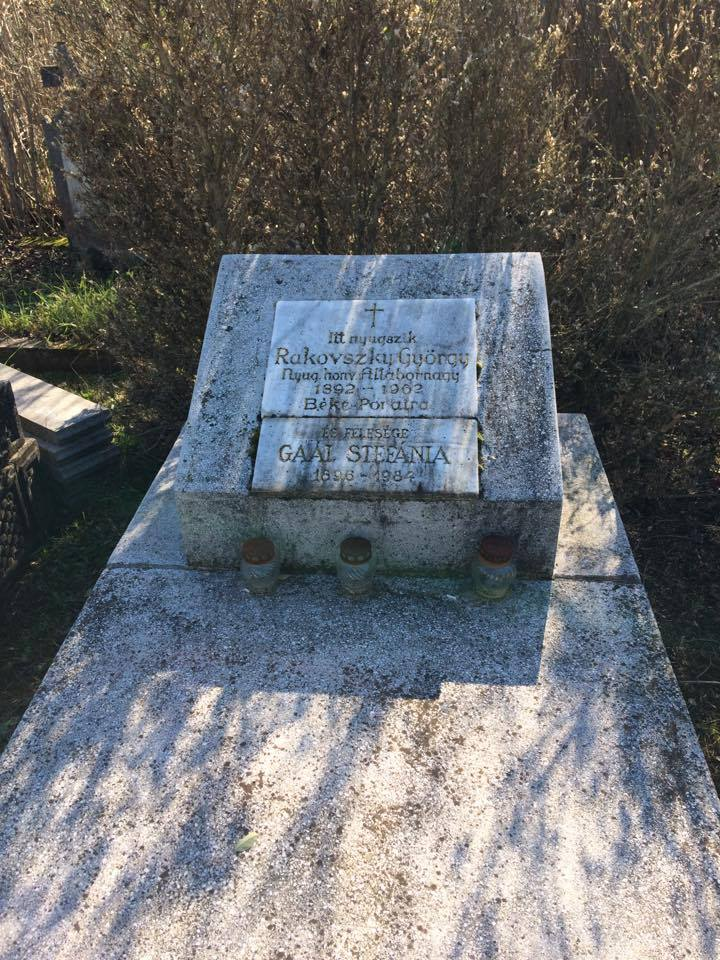
Rakovszky György és neje sírja a kisoroszi római katolikus temetőben.

Vitéz nagyrákói és kelemenfalvi Rakovszky György (Miskolc, 1892. szeptember 10. – Kisoroszi, 1962. április 29.) magyar honvéd altábornagy (lovasság).

## Élete és pályafutása
Apja Rakovszky Endre főispán, felsőházi háznagy, anyja Lichtenstein Malvin.
1910 és 1913 között végezte el a császári és királyi Mária Terézia Katonai Akadémia három évfolyamát Bécsújhelyen. Tanulmányait az első világháború után, 1922–1924 között a budapesti Ludovika Akadémia tiszti továbbképző tanfolyamán (Hadiakadémia) folytatta.
Az első világháborúban az 1. lovas hadosztályhoz tartozó, II. Vilmos nevét viselő császári és királyi 7. huszárezredhez került hadnagyként. 1914. július 30-án az ezred 1. és az általa vezetett 2. századot átvezényelték a 17. gyaloghadosztály kötelékébe. A gyaloghadosztály kötelékében felderítő, elővéd, utóvéd és összekötő feladatokat közel egy hónapig teljesített Pancsova vidékén.
1914. augusztus 25-én a gyaloghadosztály kötelékében Galíciába vonult, ahol a vonatból kiszállva 1914. augusztus 28-án Rohatin mellett átesett a tűzkeresztségen. Részt vett a második lembergi csatában, majd a kárpáti hadak első és második galíciai offenzívájában. 1915. május 1-jén főhadnagynak nevezték ki. 1915 május 5-én a gorlicei áttörést követő előrenyomulásban felderítő és elővéd szerepet töltött be alakulatával. A 2. század járőr parancsnokaként Wola Wyzna mellett két gyülekező orosz zászlóaljat szórt szét.
1915. május 18-án a 7. hadosztályt és a két huszárszázadot kivonták és a délnyugati frontra, a Dráva völgyébe szállították át. Greifenburgban 1915 május 29-én csatlakoztak az ott felsorakozó erőkhöz. A 2. századdal a doberdói fennsík északi részén biztosító, összekötő feladatot végzett. 1915. szeptember 8-án átvezényelték a 94. gyaloghadosztályhoz (Trieszt környéke), ahol a 3. görzi csata végéig teljesített szolgálatot.
Ezután századával a szerb fronton harcolt, majd a román fronton lett egy lövészszázad parancsnoka. Ezrede a lovas osztállyal előre tört a Csíki-havasokba hegységbe és az Úz völgyébe. 1916. októberében kitüntették a 3. oszt. Vaskorona-renddel. 1917 telén a Fetisoara hegyén elfoglalt kiszögellést védte alakulatával, amelyben kimagasló hősiességről tett tanúbizonyságot.
1917. júliusában megbetegedett és gyógyulásra a hátországba került. 1918-ban elvégezte a belgrádi hadiiskola tanfolyamát. 1918-ban a 20. hadtestparancsnokság vezérkari tisztje lett és a háború végéig Tirol déli részén állomásozott.
A háború után 1918. december 2. és 1919. június 5. között a Hadügyminisztérium, illetve Magyarországi Tanácsköztársaság Hadügyi Népbiztossága 8. osztályán dolgozott. 1919. szeptember 1-jei hatállyal századosi rangot kapott. 1922-ben 191. iktatás alatt felvették a Vitézi rendbe.
1934-től 1938-ig katonai attasé volt Párizsban.
A második világháború idején, 1942. június 20-án kinevezték a Magyar 2. hadsereg vezérkari főnökének és a keleti frontra került. 1942. október 1-jétől a  Honvédelmi Minisztérium I. csoport főnöke lett, majd nyugdíjba vonulásáig (1943.06.30) a Honvédelmi Minisztérium földi főcsoport főnöke volt.
1945. február 20-án ismételten a Honvédelmi Minisztérium állományába került, 1946. február 10-ig. 1946. március 1-jétől újra nyugállományba helyezték. 1946 és 1947 között katonai szakértőként vett részt a párizsi béketárgyalásokon. 1951 és 1954 között kitelepítve Pusztaföldváron élt. 1962. április 29-én Kisorosziban hunyt el.

## Családja
Első felesége gyulai Gaál Stefánia (1924), második felesége Szathmáry Gizella (1942-1946). Harmadjára ismét gyulai Gaál Stefániát vette nőül (1948). Gyermekei: Lívia (1925), András (1929).

## Rendfokozatai, kinevezései
- hadnagy: 1913. augusztus 18.;
- főhadnagy: 1915. május 1.;
- százados.: 1920. szeptember 1. (1929-ben 1919. szeptember 1-jére javítva);
- őrnagy: 1929. május 1.;
- alezredes: 1934. május 1.;
- ezredes: 1937. november 1.;
- tábornok: 1941. május 1.;
- altábornagy: 1943. május 1.

## Kitüntetései a viselési sorrendben
- Magyar Érdemrend Középkeresztje a hadiszalagon a csillaggal a kardokkal (1942),
- Magyar Érdemrend Középkeresztje a hadiszalagon a kardokkal (1941),
- Magyar Érdemrend Középkeresztje (1938),
- Kormányzói dicsérő elismerés (1930),
- 3. osztályú Vaskoronarend a hadidíszítménnyel és a kardokkal,
- 3. osztályú Katonai Érdemkereszt a hadidíszítménnyel és a kardokkal,
- Ezüst katonai érdemérem a Katonai érdemkereszt szalagján a kardokkal,
- Bronz katonai érdemérem a Katonai érdemkereszt szalagján a kardokkal,
- Károly-csapatkereszt
- Háborús emlékérem karddal és sisakkal,
- 2. osztályú német Vaskereszthez a pánt (1942. szeptember 22.)